# José Martins (Politiker)
José Martins (* 1925; † nach 1975) war ein osttimoresischer Politiker.

## Werdegang
Martins war Mestize (portugiesisch mestiço) und Sohn eines Liurais der Mambai in Ermera, der von Portugal ins Exil außerhalb Timors geschickt wurde, weil er die Kolonialherrschaft nicht anerkennen wollte. Martins lebte eine Zeit lang in Portugal, wo er für die Abendzeitung Diário Popular arbeitete. Zurück in Portugiesisch-Timor bekam er den Ruf der politischen Fragwürdigkeit, da er enge Beziehungen zu Louis Taolin pflegte, dem Anti-Kolonial-Agenten der indonesischen Regierung, bis dieser ausgewiesen wurde. 1962 (eigene Angabe, ein Buch nennt 1964) wurde Martins von der Polícia Internacional e de Defesa do Estado (PIDE) verhaftet. Grund waren seine Verbindungen zu einer Unabhängigkeitsbewegung.
1974 sollte Portugiesisch-Timor auf die Unabhängigkeit vorbereitet werden. Zunächst im Mai 1974 Mitbegründer der Associação Popular Democrática Timorense (APODETI), die einen Anschluss Osttimors an Indonesien propagierte, schloss Martins sich der im Oktober gegründeten Associacão Popular Monarqui(c)a de Timor (APMT) an, die im November in Klibur Oan Timor Asuwain (KOTA) umbenannt wurde, und wurde ihr erster Präsident. Die KOTA ist eine auch im unabhängigen Osttimor noch existierende monarchistische Partei, die aber nie eine größere Unterstützung in der Bevölkerung gewinnen konnte. Als die União Democrática Timorense (UDT) im August 1975 durch einen Putsch die Kontrolle in der Kolonie übernehmen wollte, sorgte Martins für ein Bündnis von UDT, KOTA und APODETI im Bürgerkrieg gegen die linksgerichtete FRETILIN. Allerdings setzte sich die FRETILIN in den dreiwöchigen Kämpfen durch, so dass Martins im September in das indonesische Westtimor fliehen musste. Laut eigenen Aussagen gezwungenermaßen, bat er zusammen mit Vertretern von UDT und APODETI in der „Balibo-Deklaration“ Indonesien um eine Intervention in Osttimor gegen die FRETILIN.
Schon vor der offenen Invasion am 7. Dezember 1975 besetzten indonesische Truppen die Grenzregion. Am 16. Oktober wurden dabei im Grenzort Balibo fünf westliche Fernsehjournalisten von indonesischen Soldaten ermordet. Die indonesische Armee versuchte dies zu vertuschen. Martins war einer der Hauptbelastungszeugen für den Mord und die versuchte Vernichtung der Leichen. Er war zusammen mit indonesischen Befehlshabern am Tag darauf im Helikopter nach Balibo geflogen worden. 1976 floh Martins aus Indonesien. Noch am 16. Dezember 1975 hatte er zugunsten Indonesiens betreffs der Invasion in Osttimor bei der 1865. Sitzung des Sicherheitsrats der Vereinten Nationen ausgesagt, im April darauf gelang ihm aber während einer Rundreise in Europa die Flucht. In einem Brief an den Generalsekretär der Vereinten Nationen Kurt Waldheim kritisierte Martins Indonesien für die „blutige“ Invasion, erklärte, dass die von Indonesien genannte Zahl der Bürgerkriegsflüchtlinge nicht halb so hoch gewesen sei, diese nicht für den Anschluss Osttimors an Indonesien und vom indonesischen Militär teilweise zwangsrekrutiert worden seien.

## Familie
Martins war der Neffe des Liurais Guilherme Gonçalves und ein naher Verwandter von Hermenegildo Martins, dem Vizepräsidenten der APODETI.